# Aspidosperma williamii
Aspidosperma williamii é uma espécie de plantas com flores. Isto foi descrito pela primeira vez por Duarte. Aspidosperma williamii pertence ao gênero Aspidosperma e à família Apocynaceae.
Este tipo de planta é encontrado em:
- norte do Brasil
  - Amazonas
  - Acre (estado do Brasil)

Não há tipos listados como este.